# Hoa
Gli Hoa (in vietnamita: Hoa; caratteri tradizionali cinesi: 華, cinese: Yuènán huárén (越南華人), 
cantonese: yuet naam wah kiu (越南華僑)), denominati anche "vietnamiti cinesi", "sino-vietnamiti", o "etnia cinese del Vietnam", sono un gruppo etnico cinese facente parte dei 54 gruppi etnici ufficialmente riconosciuti dal Vietnam.
La classificazione del governo vietnamita per quanto riguarda gli Hoa esclude gli altri due gruppi etnici che parlano cinese, e cioè i Sán dìu e gli Ngai.

## Lingua
Una larga porzione di Hoa parla il cantonese come lingua madre. Un altro gruppo di Hoa, invece, parla la lingua teochew (Chaozhou), ma molti di loro parlano il cantonese come lingua franca.

## Storia
Gli Hoa provengono dalla Cina continentale, in particolare dalla provincia di Guangdong, e arrivarono in Vietnam nel XVIII secolo. L'ultima migrazione massiccia di Hoa in Vietnam avvenne negli anni 1940. Gli Hoa sono quasi sempre stati un gruppo etnico relativamente distinto e separato dagli altri gruppi etnici vietnamiti. Siccome le loro zone di origine sono molto vicine alla Cina continentale e a Hong Kong, gli Hoa hanno sempre avuto una significativa affinità culturale con la Cina, anche più di altre etnie spesso considerate molto vicine culturalmente al popolo cinese, come i cinesi delle Filippine o i Thai e gli oramai occidentalizzati cinesi di Singapore. Molti uomini Hoa hanno sposato donne Kinh, soprattutto dopo il XIX secolo, quando le donne cinesi raramente espatriavano. I bambini nati da queste unioni sono chiamati Minh-huong.

### Occupazioni
Prima del 1975 gli Hoa del nord erano principalmente contadini, pescatori e minatori, tranne quelli che risiedevano nelle grandi città. Nel sud predominava il commercio della manifattura. Secondo una fonte ufficiale, alla fine del 1974 gli Hoa controllavano l'80% delle industrie alimentari, tessili, chimiche, metallurgiche ed elettriche, il 100% dell'intera rete commerciale, compreso l'import-export. Questa predominanza nel commercio permise agli Hoa di stabilire il prezzo del riso e di altre importanti merci. Gli Hoa costituivano uno stato nello stato basato sui legami di sangue, una forte disciplina e una rete di cellule organizzate ognuna con un proprio direttore, per evitare interferenze di altre etnie dall'esterno.

### La popolazione e le espulsioni
Intorno al 1975, le comunità Hoa del nord e del sud contavano circa 1,3 milioni di individui, quasi tutti residenti nell'area metropolitana di Saigon, specialmente nella Chinatown di Cholon. Dopo il 1978, quando il governo comunista vietnamita decise di abolire la proprietà privata, gli Hoa accusarono il colpo. Da qui le migrazioni massicce verso Cambogia e Cina alla fine degli anni 1970, di circa 250 000 Hoa. Quasi tutti intraprendevano il viaggio dal nord del Vietnam verso le regioni a sud della Cina (soprattutto Guangxi) su grandi barche; per questo fu loro dato il nome di "popolo delle barche".

## Distribuzione
Alcun Hoa vivono in piccoli insediamenti negli altopiani nordici vicino alla frontiera cinese, dove sono conosciuti come ngai. Tradizionalmente l'Hoa ha mantenuto un'identità culturale distinta, ma nel 1955 Vietnam e Cina del Nord acconsentirono all'integrazione sociale degli Hoa con l'assegnazione della cittadinanza. A dimostrazione del loro forte legame con la cultura cinese, quando molti Hoa migrarono nel Nord America, cambiarono il loro cognome di chiaro stampo vietnamita (a loro assegnato forzatamente dal regime di Ngô Đình Diệm nel Vietnam del Sud) con l'equivalente di stampo cinese; per esempio Duong divenne Tang, Hoang divenne Wong (cantonese) o Huang (cinese), e così via.
Oggi ci sono molte comunità di sino-vietnamiti in Australia, Canada, Francia e Stati Uniti, dove spesso vivono in agglomerati urbani denominati Chinatown. Ci sono, per esempio, le Chinatown di Los Angeles, Toronto e Parigi.
Vi è anche una significativa porzione di rifugiati Hoa a Hong Kong, ma questi sono di solito socialmente discriminati.
Negli Stati Uniti, gli Hoa hanno anche creato numerose comunità denominate Little Saigon, negli stati della California, Texas, e Washington. Vivono soprattutto di commercio.

### Lista delle zone occupate dagli Hoa

#### Vietnam
- Città di Ho Chi Minh: Cholon
- Cần Thơ
- Danang
- Hanoi
- Haiphong
- Kien Gang
- Quang Ninh

#### Hong Kong
- Yuen Long

#### Australia
- Sydney: Cabramatta

#### Canada
- Montréal: Chinatown, Brossard
- Toronto: Chinatown, Mississauga, North York

#### Francia
- Parigi: Quartier asiatique (13th arrondissement)

#### Regno Unito
- Londra: Hackney, Lewisham

#### Stati Uniti
- Houston: Chinatown (Houston) (Bellaire), Alief
- Los Angeles: Little Saigon/Orange County, Chinatown (Los Angeles), Lincoln Heights, Valle di San Gabriel
- San Francisco: Little Saigon/San Francisco (Tenderloin district), San Jose, Fremont, Oakland
- Filadelfia: Chinatown

### Hoa famosi
- Tsui Hark, regista di Hong Kong
- Frank Jao, un pioniere della comunità vietnamita di Little Saigon nella Contea di Orange (California), USA
- Lui Leung-Wai, attore di Hong Kong

## Organizzazione sociale
Conducono una vita sociale principalmente urbana.